# Cal Rajoler
|  | Per a altres significats, vegeu «Cal Rajoler (Sallent)». |

Cal Rajoler és una casa catalogada a l'Inventari del Patrimoni Arquitectònic de Catalunya a la plaça Vella de la vila de Vilobí que es va ampliar, en la forma actual, l'any 1937, amb el jardí de la rectoria i l'enderroc de la primera casa del carrer de l'església, la casa del Teixidor. La casa va ser propietat de Francesc Pascual i cap al 1978 va ser adquirida per Toni Bayer. L'any 2005 s'han fet reformes a l'interior. És una casa entre mitgeres de tres plantes i vessant a façana amb cornisa catalana. Destaca el portal amb impostes i les dues finestres dels dos pisos superiors rectangulars amb ampit motllurat. Les dues llindes monolítiques de les obertures superiors tenen un motiu decoratiu de fulla de roure. El parament és de maçoneria arrebossada. L'edifici de la banda dreta té un balcó que s'encasta a la façana de cal Rajoler a l'altura del primer pis.